# Tocasta
Tocasta es un  género  de mariposa nocturna, que pertenecen a la subfamilia Agonoxeninae de la familia Elachistidae. No obstante, en el pasado se ha incluido en las familias Coleophoridae  y  Tineidae. Se compone de una sola especie, Tocasta priscella, que se encuentra en Panamá.